# Субпрефектура Ітакера
Субпрефектура Ітакера (порт. Subprefeitura de Itaquera) — одна з 31 субпрефектури міста Сан-Паулу, розташована в центральній його частині. Її повна площа 54,3 км², населення понад 488 тис. мешканців. Складається з 4 округів:
- Ітакера (Itaquera)
- Сідаді-Лідер (Cidade Líder)
- Жозе-Боніфасіу (José Bonifácio)
- Парке-ду-Карму (Parque do Carmo)